# 垂腹單棘魨
垂腹單棘魨，為輻鰭魚綱魨形目鱗魨亞目單棘魨科的其中一種，為溫帶海水魚，分布於西大西洋區，從加拿大紐芬蘭，經百慕達群島至阿根廷海域，棲息深度可達50公尺，體長可達20公分，棲息在沙石底質水域或海草床，幼魚隨海草漂浮，並以頭向下的方式游泳，以植物、藻類及甲殼類為食，生活習性不明，可做為食用魚及觀賞魚，有雪卡魚毒的紀錄。